# Ritratto di gonfaloniere
Ritratto di gonfaloniere è un dipinto a olio su tela (208x128 cm) realizzato nel 1622 dalla pittrice italiana Artemisia Gentileschi. Si trova nelle Collezioni comunali d'arte di Palazzo d'Accursio a Bologna.

## Descrizione e stile
Il quadro è un olio su tela eseguito nel 1622, una delle poche opere firmate e datate sul retro, ed è l'unico ritratto che si possa attribuire con certezza alla pittrice romana.
Il titolo del dipinto deriva dalla presenza di un gonfalone papale sulla destra. È raffigurato un cavaliere, di cui non si conosce l'identità, con la mano sinistra posata sull'elsa della spada e la destra appoggiata su un tavolino dove è posato un elmo piumato. Il cavaliere si mostra con orgoglio e compiacimento del proprio "status", evidenziato dalla fascia verde che attraversa il petto e che lascia visibile la croce dell'ordine di San Maurizio.
L'elegante armatura militare è raffigurata con un'intensa qualità luminosa. La resa delle ombre dei diversi materiali, come le stoffe e il metallo, e l'utilizzo della luce di impronta caravaggesca, rendono il dipinto uno dei massimi esempi della ritrattistica italiana del XVII secolo.

## Storia
Dal 1849 al 1910 il dipinto faceva parte della collezione privata di Agostino Pepoli, a Bologna. In seguito alla sua morte, è stato donato dagli eredi nel 1920 alla Pinacoteca Nazionale di Bologna. Dal 1934 da parte della collezione d'arte del Palazzo d'Accursio.
Nel 2021 l'opera è tornata nella sua sede bolognese dopo il prestito concesso alla National Gallery di Londra in occasione della prima mostra in Gran Bretagna dedicata all'autrice.